# Плам Крик (Вирџинија)
Плам Крик (енгл. Plum Creek) насељено је место без административног статуса у америчкој савезној држави Вирџинија.

## Демографија
По попису из 2010. године број становника је 1.524.
| Група             | 2000.    | 2010.         |
| Белци             | 0 (0,0%) | 1.430 (93,8%) |
| Афроамериканци    | 0 (0,0%) | 22 (1,4%)     |
| Азијати           | 0 (0,0%) | 10 (0,7%)     |
| Хиспаноамериканци | 0 (0,0%) | 41 (2,7%)     |
| Укупно            | 0        | 1.524         |